# Dutton Beneto
Der Dutton Beneto ist ein zweitüriger SUV, der von 1989 bis 1994 in Großbritannien  als Bausatz hergestellt wurde. Die Produktion begann bei Dutton Cars; nach nur einem Jahr übernahm Partex Discount Ltd. die Fertigung, die dort noch fünf Jahre lang fortgesetzt wurde. Konzeptionell knüpft der Beneto an den Dutton Sierra an, der in den 1980er-Jahren zu den erfolgreichsten Modellen von Dutton Cars gehörte.

## Modellgeschichte
Das von Tim Dutton-Wooley gegründete Unternehmen Dutton Cars produzierte seit 1970 Bausätze für offene zweisitzige Sportwagen im Stil des Lotus Seven, die unter anderem als Dutton P1, B-Type und Phaeton vermarktet wurden. Diese Modelle erreichten jeweils drei- bis vierstellige Produktionszahlen; allein der Phaeton-Bausatz wurde in 12 Jahren mehr als 3000 Mal verkauft. Mit diesen Roadstern wurde Dutton zu einem der bedeutendsten Kit-Car-Produzenten Großbritanniens.
Ab 1980 hatte Dutton als Ergänzung zu seinen Roadstern ein geschlossenes viersitziges „Allzweckfahrzeug“ mit hoher Bodenfreiheit und großem Laderaum im Programm, das als Dutton Sierra vermarktet wurde. Der Aufbau des Sierra orientierte sich am französischen Simca-Matra Rancho und war darauf ausgelegt, technische Komponenten und einige Karosserieteile des Ford Escort der ersten Serie zu verwenden. Der  Sierra blieb bis 1989 bei Dutton in Produktion und war in diesen Jahren zeitweise das erfolgreichste Modell des Unternehmens. Insgesamt entstanden in zehn Jahren mehr als 3000 Bausätze.
1989 führte Dutton als weiteren SUV den Beneto ein, der anfänglich parallel zum Sierra im Programm stand. Der Beneto unterscheidet sich in zahlreichen Details vom Sierra. 
Ende 1989 verkaufte Tim Dutton-Wooley die Fertigungsrechte seiner Bausätze an verschiedene britische Unternehmen und stellte den Betrieb von Dutton Cars ein. Die Rechte am Sierra gingen beispielsweise an Hamilton Automotive. Kurz danach gründete er Partex Discount mit Sitz in Worthing, West Sussex. Mit ihr setzte er die Produktion einzelner Bausatzmodelle fort, darunter der Beneto.
Der Dutton Beneto war weitaus weniger erfolgreich als der Sierra. Dutton Cars baute 1989 etwa 70 Bausätze, Partex bis 1994 nur noch 12 weitere.

## Modellbeschreibung

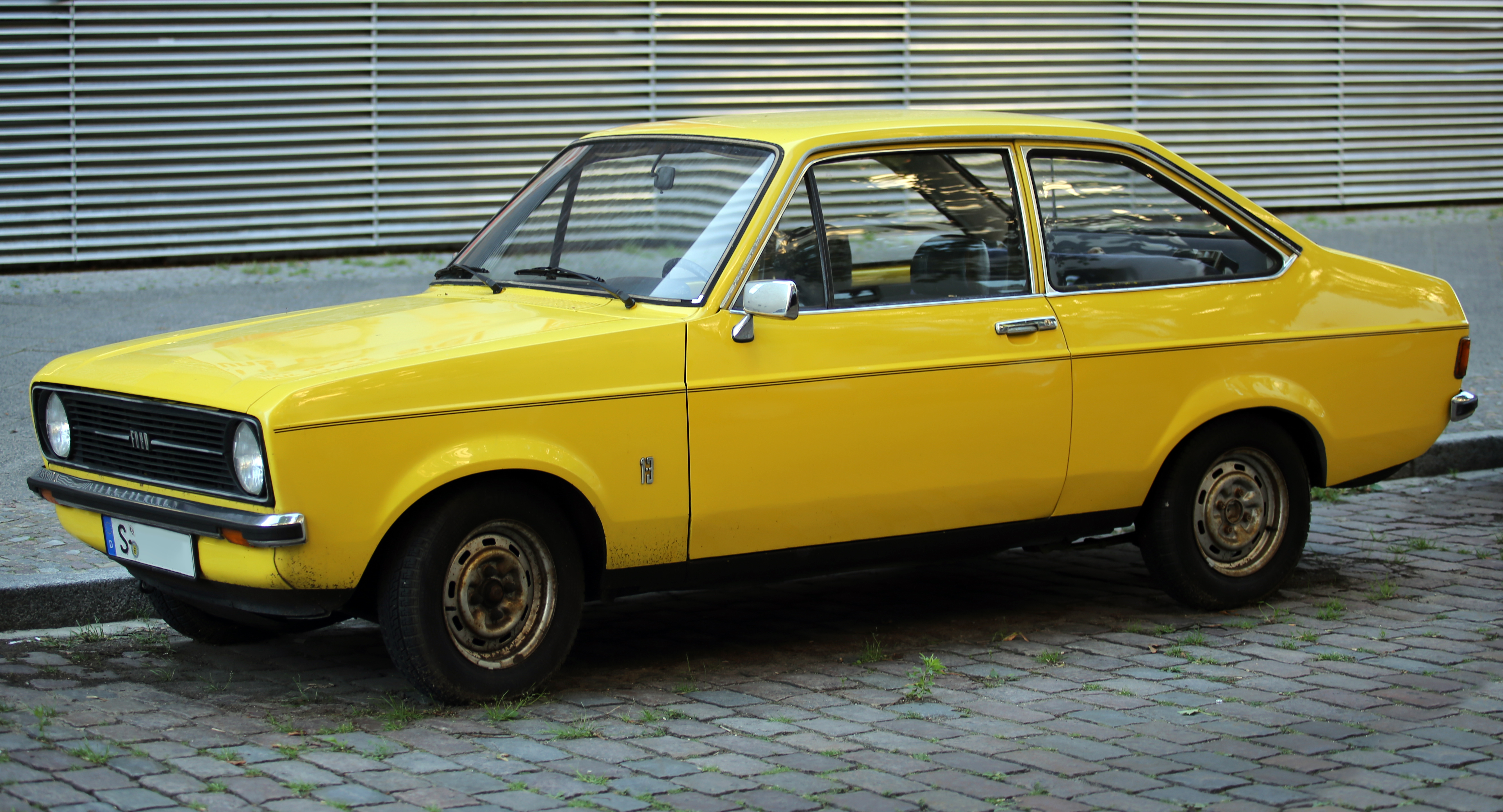
Spenderfahrzeug: Ford Escort Serie 2

Der Dutton Beneto ist ein zweitüriger SUV mit geschlossener Karosserie. Seine Dachpartie über den Rücksitzen und dem Laderaum ist niedriger als beim Sierra. Die Türen und die Windschutzscheibe waren nun vom zweitürigen Ford Escort der zweiten Serie zu übernehmen. Die Antriebstechnik sollte – wie beim Sierra – von den frühen Escort-Modellen kommen.